# Zastawce
Zastawce (ukr. Заставці; hist. Zastawcze ad Hołhocze) – wieś na Ukrainie w obwodzie tarnopolskim, w rejonie czortkowskim.
W II Rzeczypospolitej wieś w powiecie podhajeckim województwa tarnopolskiego.
W latach 1943–1944 nacjonaliści ukraińscy z OUN-UPA zamordowali tutaj 20 Polaków.
Do 2020 w rejonie monasterzyskim.